# Toril Hetland Akerhaugen
Toril Hetland Akerhaugen (* 5. März 1982) ist eine norwegische Fußballspielerin. Sie hatte am 20. Januar 2006 im Länderspiel gegen China ihr Debüt in der norwegischen Nationalmannschaft.
Akerhaugen hatte mit der norwegischen Frauen-Nationalmannschaft bei der Fußball-Europameisterschaft der Frauen 2009 in Finnland fünf Einsätze und kam in allen Spielen bei der Fußball-Europameisterschaft der Frauen 2013 zum Einsatz. Für die WM 2011 wurde sie nicht nominiert.